# 78xx

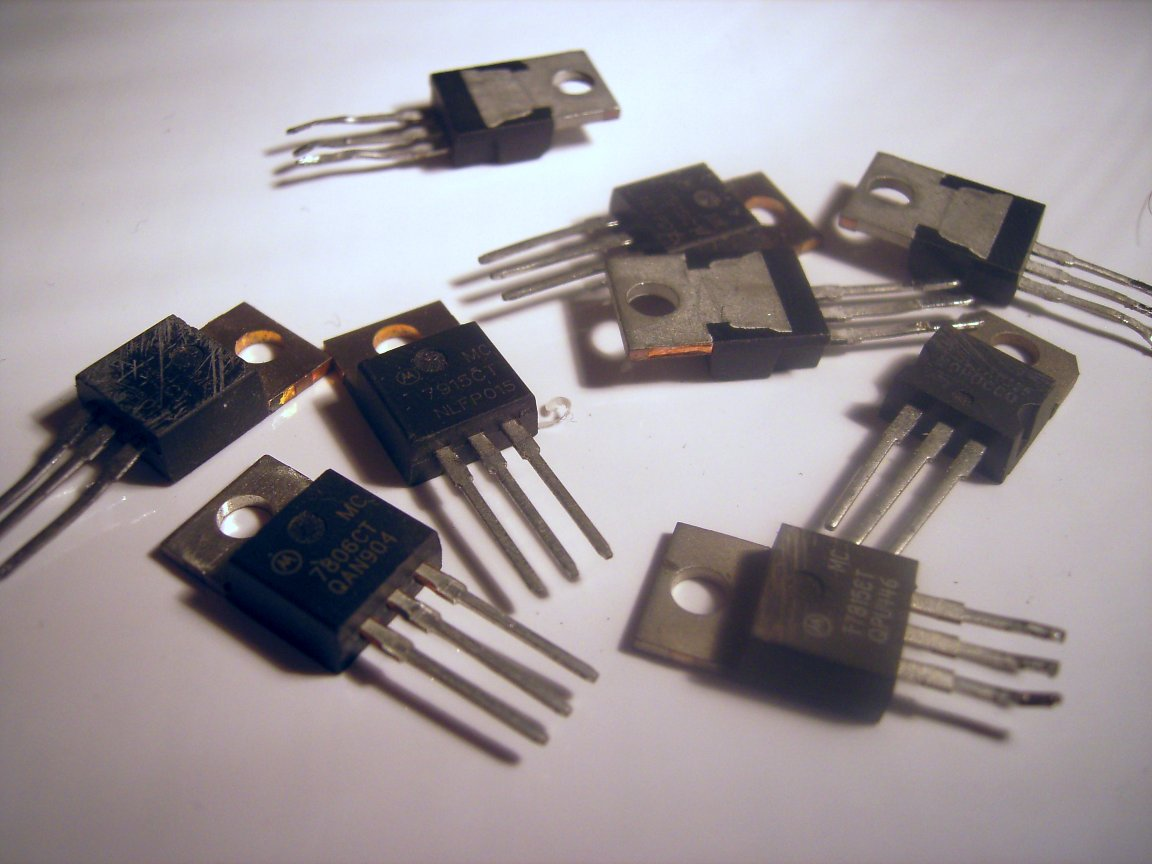
Varios circuitos integrados 78XX.

78xx es la denominación de una gran popular familia de los reguladores de tensión positiva. Es un componente común en muchas fuentes de alimentación. Tienen tres terminales (voltaje de entrada, masa y voltaje de salida) y especificaciones similares que sólo difieren en la tensión de salida suministrada o en la intensidad. La intensidad máxima depende del código intercalado tras los dos primeros dígitos.

## Código
- 78xx (sin letra): 1 amperio , TO220
- 78Lxx: 0,1 A, TO92
- 78Mxx: 0,5 A
- 78Sxx: 2 A
- 78Txx: 3 A
- 78Hxx: 5 A (híbrido)
- 78Pxx: 10 A (híbrido)

Especiales:
- 78S40: Regulador de conmutación

La tensión de salida varía entre 3.3 y 24 voltios dependiendo del modelo y está especificada por los dos últimos dígitos.

## Algunas características

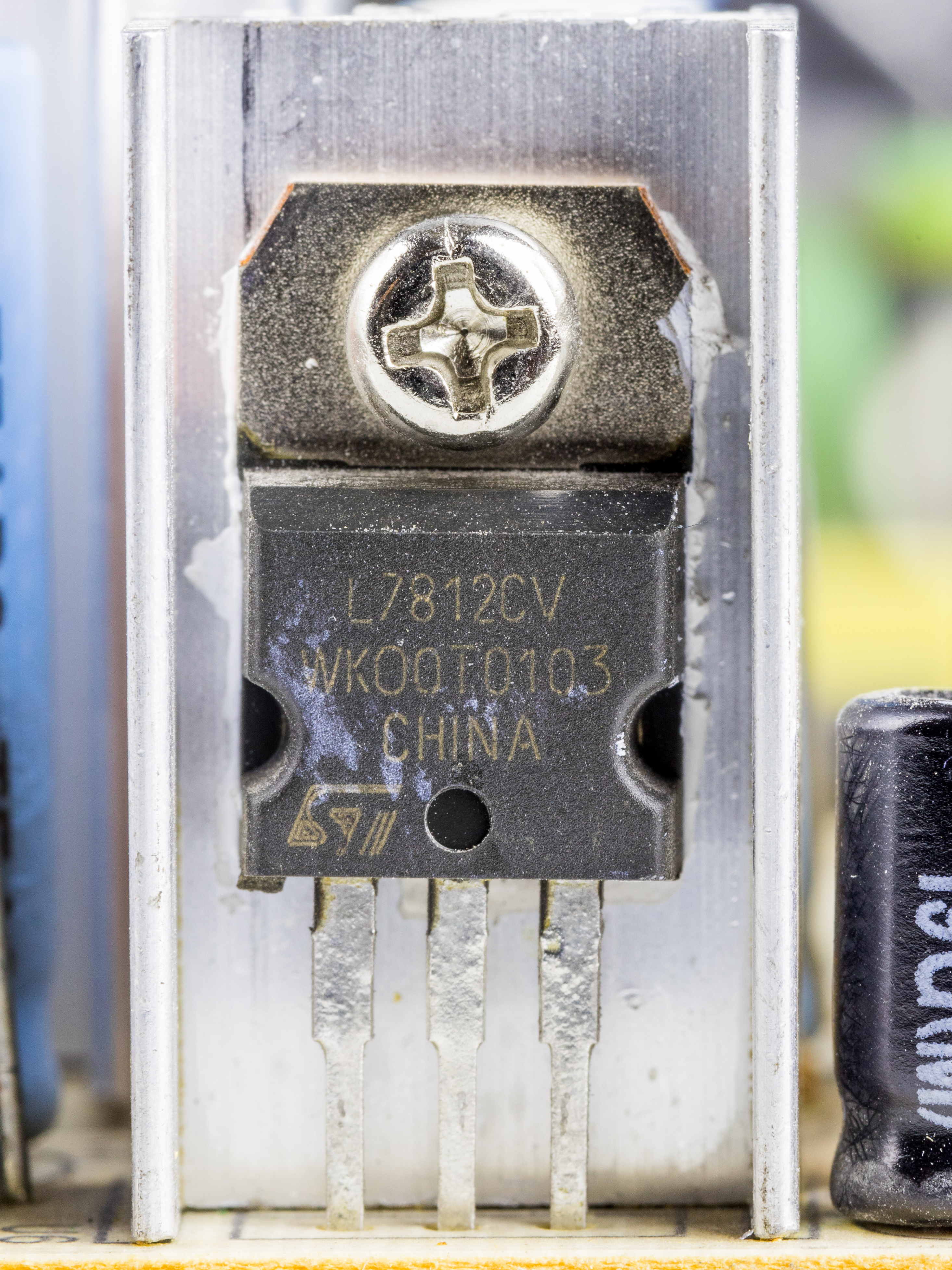
Regulador de Tensión 78xx

Por ejemplo, el 7805 entrega 5V de corriente continua. El encapsulado en el que usualmente se lo utiliza es el TO220, aunque también se lo encuentra en encapsulados pequeños de montaje superficial y en encapsulados grandes y metálicos como el TO3.
La tensión de alimentación debe ser un poco más de 2 voltios superior a la tensión que entrega el regulador y menor a 35V. Usualmente, el modelo estándar (TO220) soporta corrientes de hasta 1 A aunque hay diversos modelos en el mercado con corrientes que van desde los 0,1A. El dispositivo posee como protección un limitador de corriente por cortocircuito, y además, otro limitador por temperatura que puede reducir el nivel de corriente. Estos integrados son fabricados por numerosas compañías, entre las que se encuentran National Semiconductor, Fairchild Semiconductor y ST Microelectronics.
El ejemplar más conocido de esta serie de reguladores es el 7805, al proveer 5V lo hace sumamente útil para alimentar dispositivos TTL.

## Familia complementaria
La serie de reguladores de tensión positiva 78xx se complementa con la 79xx, que entrega tensiones negativas, en sistemas donde se necesiten tanto tensiones positivas como negativas, ya que la serie 78xx no puede ser usada para regular tensiones negativas.

## Especificaciones

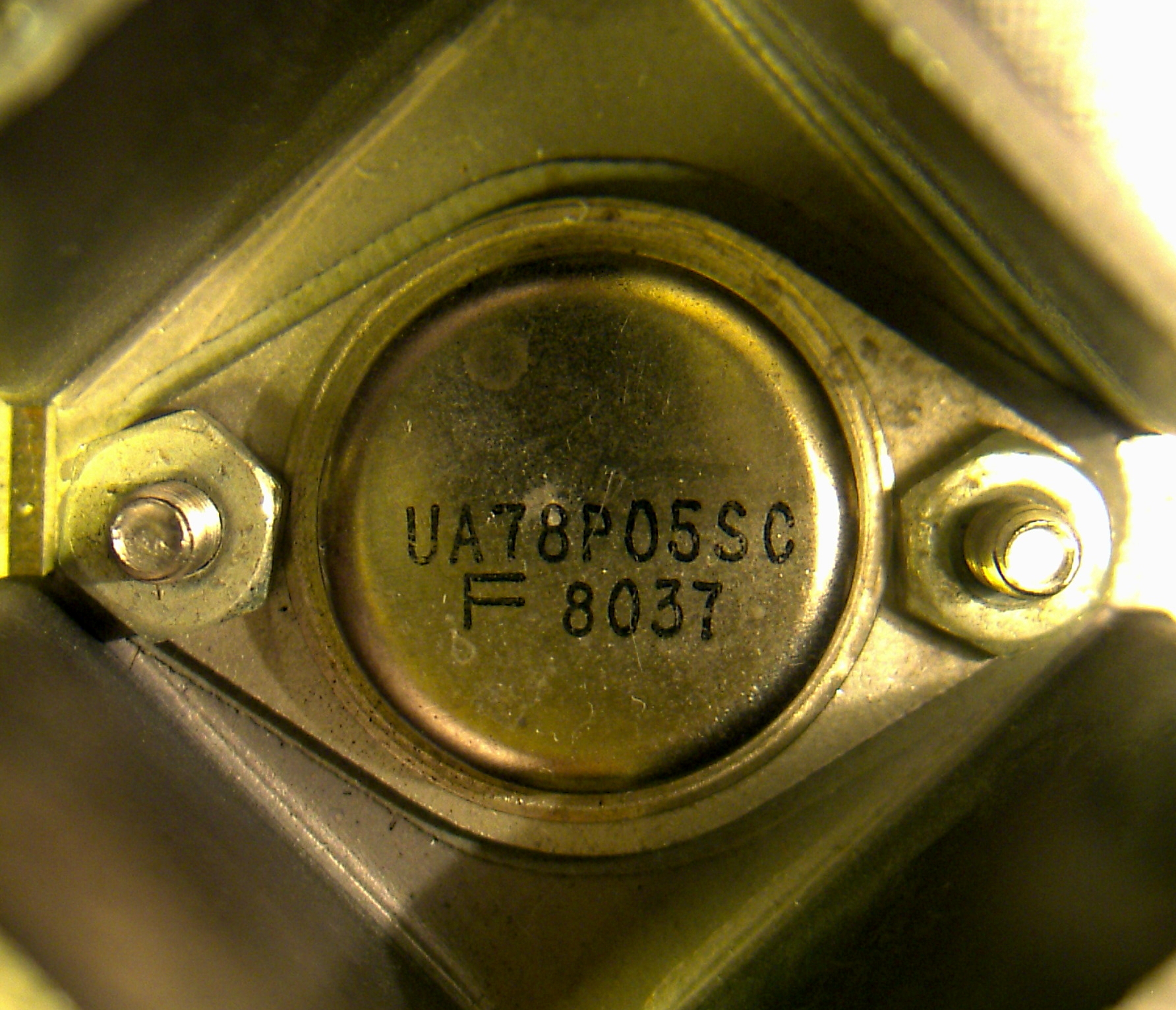
Regulador 78P05 encapsulado en TO-3.

Las características estándar de los principales modelos son las encontradas en la siguiente tabla.
|                          | 7803       | 7833       | 7805       | 7806 | 7808       | 7809       | 7810 | 7812       | 7815       | 7818 | 7824 |
| ------------------------ | ---------- | ---------- | ---------- | ---- | ---------- | ---------- | ---- | ---------- | ---------- | ---- | ---- |
| Vout                     | 3V         | 3,3V       | 5V         | 6V   | 8V         | 9V         | 10V  | 12V        | 15V        | 18V  | 24V  |
| Vin - Vout               |            |            | 2,2V - 30V |      |            |            |      | 2,5V - 23V | 2,6V - 20V |      |      |
| Temperatura de operación | 0 - 125 °C | 0 - 125 °C | 0 - 125 °C |      | 0 - 125 °C | 0 - 125 °C |      |            | 0 - 125 °C |      |      |
| Imax de salida           | 1A         | 1A         | 1A         | 1A   | 1A         | 1A         | 1A   | 1A         | 1A         | 1A   | 1A   |

La serie 78TXX soporta una corriente de hasta 3A y la serie 78MXX soporta solo hasta 0.5A.